# (21) Lutèce
Pour les articles homonymes, voir Lutèce (homonymie) et Lutetia.
(21) Lutèce, internationalement (21) Lutetia, est un gros astéroïde de la ceinture d'astéroïdes d'un type spectral rare. Il mesure environ 100 kilomètres de diamètre (120 km le long de son axe principal). Il a été découvert en 1852 par l'astronome franco-allemand Hermann Goldschmidt, et est nommé d'après Lutèce (Lutetia en latin), le nom antique de Paris.
Lutèce a une forme irrégulière et est fortement cratérisée, son plus grand cratère d'impact atteignant 45 km de diamètre. La surface est géologiquement hétérogène et est traversée par un système de rainures et d'escarpements, qui sont considérés comme des fractures. Il a une densité moyenne élevée, ce qui signifie qu'il est fait de roches riches en métaux.
La sonde spatiale Rosetta de l'Agence spatiale européenne est passée à 3 162 km de Lutèce le 10 juillet 2010. Le corps céleste est resté le plus grand astéroïde visité par une sonde spatiale avant que la sonde américaine Dawn n'arrive sur Vesta un an plus tard, en juillet 2011.

## Découverte et exploration
Lutèce a été découvert le 15 novembre 1852, par Hermann Goldschmidt depuis le balcon de son appartement, situé rue de l'Ancienne-Comédie à Paris,. Une orbite préliminaire de l'astéroïde a été calculée en novembre-décembre 1852 par l'astronome allemand Georg Rümker, entre autres. En 1903, il a été photographié à l'opposition par Edward Pickering depuis l'observatoire de l'université Harvard. Une magnitude à l'opposition de 10,8 fut calculée à cette occasion.
Deux occultations stellaires par Lutèce ont pu être suivies, une observation depuis l'Île de Malte en 1997 et une seconde depuis l'Australie en 2003, aboutissant à la définition d'une corde chacune, en accord pour l'essentiel avec les mesures du satellite infrarouge IRAS.
Le 10 juillet 2010, la sonde spatiale européenne Rosetta a survolé Lutèce à une distance minimale de 3168 ± 7,5 km et à une vitesse de 15 kilomètres par seconde alors qu'elle était en route vers la comète 67P/Tchourioumov-Guérassimenko. Le survol a fourni des images jusqu'à 60 mètres par pixel de résolution et couvrant environ 50 % de la surface, pour la plupart dans l'hémisphère nord,. Les 462 images ont été obtenues avec 21 filtres à large-bande et à bande étroite, de 0,24 à 1 μm. Lutèce a également été observé par le spectromètre imageur dans le visible et proche-infrarouge VIRTIS et des mesures du champ magnétique et de l’environnement plasma ont également été prises.

## Caractéristiques

### Orbite
Lutèce tourne autour du Soleil à une distance d'environ 2,4 UA dans la ceinture d'astéroïdes interne. Son orbite se trouve presque sur le plan de l'écliptique et est modérément excentrique. La période orbitale de Lutèce est de 3,8 ans.

### Masse et densité
Le survol de Rosetta a démontré que la masse de Lutèce est de (1.700 ± 0,017)  × 1018 kg, inférieure à l'estimation pré-survol de 2,57  × 1018 kg. Il a une des densités les plus élevées qui ait été détectée pour un astéroïde à 3,4 ± 0,3 g/cm3. Compte tenu d'une possible porosité à 10-15 %, la densité estimée de Lutèce est supérieure à celle d'une météorite rocheuse commune.

### Composition
La composition de Lutèce a laissé les astronomes perplexes durant de nombreuses années. Bien que classé parmi les astéroïdes de type M, dont la plupart sont métalliques, Lutèce est l'un des membres inhabituels, ne présentant pas beaucoup de traces de métal sur sa surface. En effet, il existe plusieurs indices d'une surface non métallique : un spectre de basse fréquence plat similaire à celui des chondrites carbonées et des astéroïdes de type C et réellement différent des météorites métalliques, un faible albédo au radar, contraire aux hautes valeurs d'albédos des astéroïdes fortement métalliques comme (16) Psyché, la preuve de matériaux hydratés sur sa surface, des silicates abondants, et une concentration en régolithe plus dense que pour la plupart des astéroïdes.
La sonde Rosetta a effectivement constaté que l'astéroïde a un spectre modérément rouge dans la lumière visible et un spectre sensiblement plat dans le proche infrarouge. Aucune caractéristique d'absorption n'a été détectée dans la gamme couverte par les observations, de 0,4 à 3,5 μm. Ainsi, les précédents rapports d'analyse sur les hypothétiques minéraux hydratés et composés organiques à la surface de Lutèce ont été réfutés. La surface ne contient pas d'olivine. Avec la forte densité de Lutèce, ces résultats indiquent qu'il est soit constitué de chondrite à enstatite ou peut être lié aux chondrites carbonées de classes comme CB, CH ou CR,, riches en métal et pauvres en eau.
Les observations de Rosetta ont montré que la surface de Lutèce est recouverte d'un régolithe constitué de particules de poussière finement agrégées de 50-100 μm de taille. Le régolithe est estimé à 3 km d'épaisseur et peut être responsable des contours adoucis de plusieurs des plus grands cratères,.

### Forme et inclinaison axiale
L'astéroïde se présente sous la forme d'un bloc rocheux dépassant les 120 km de long (132 × 101 × 76 km). Les photographies de la sonde Rosetta ont confirmé les résultats de l'analyse d'une courbe de lumière de 2003 qui décrit Lutèce comme une sphère rugueuse structurée par des formes pointues et irrégulières. Une étude de 2004-2009 a proposé une forme non-convexe pour Lutèce, probablement à cause d'un grand cratère, dénommé cratère Suspicio. On ne sait pas encore si les résultats de Rosetta appuient totalement cette affirmation.
L'analyse des images de Rosetta en combinaison avec les courbes de lumière photométriques a donné la position du pôle de rotation au nord de Lutèce : RA = 51,8° ± 0,4°, Dec = + 10,8° ± 0,4°. On obtient ainsi une inclinaison de l'axe de 96° (rotateur rétrograde), ce qui signifie que l'axe de rotation est sensiblement parallèle à l'écliptique, semblable à la planète Uranus.

## Caractéristiques de surface et nomenclature

### Les caractéristiques de surface
La surface de Lutèce est couverte par de nombreux cratères d'impact et traversée par des fractures, des escarpements et des rainures que l'on pense être des manifestations en surface de fractures internes. Sur l'hémisphère photographié de l'astéroïde, on dénombre un total de 350 cratères avec des diamètres allant de 600 m à 55 km. Les surfaces les plus fortement cratérisées (dans la région d'Achaïe) ont un âge d'environ 3,6 ± 0,1 milliards d'années.
La surface de Lutèce a été divisée en sept régions en fonction de leur géologie. Elles se nomment Baetica (Bt), Achaïe (Ac), Étrurie (Et), Narbonnaise (Nb), Norique (Nr), Pannonia (Pa), et Raetia (Ra). La région Baetica est située autour du pôle nord (dans le centre de l'image) et comprend un groupe de cratères d'impact de 21 km de diamètre, ainsi que leurs dépôts d'impact. Il s'agit de la zone de surface la plus jeune de Lutèce. Baetica est couverte par une couverture d'éjectas lisses d'environ 600 m d'épaisseur qui a partiellement enterré les cratères plus anciens. D'autres caractéristiques de surface comprennent des glissements de terrain, des talus gravitationnels et des blocs d'éjectas jusqu'à une taille de 300 m. Les glissements de terrain et les affleurements de roches correspondants sont corrélés avec des variations d'albédo, généralement plus lumineux.
Les deux régions les plus anciennes sont Achaïe et Noricum. La première est une zone remarquablement plate avec beaucoup de cratères d'impact. La région Narbonnaise coïncide avec Massilia, le plus grand cratère d'impact sur Lutèce. Il comprend un certain nombre d'unités plus petites et est modifié par des chaînes de pics et des rainures formées à une époque ultérieure. Deux autres régions, Pannonie et Raetia sont également susceptibles d'être de grands cratères d'impact. La dernière région Noricum est coupée par une rainure de premier plan de 10 km de longueur et environ 100 m de profondeur.
Les simulations numériques ont montré que même l'impact qui a produit Massilia, le plus grand cratère sur Lutèce, qui mesure 45 km de diamètre, est sérieusement fracturé, mais l'impact d'origine n'a pas brisé l'astéroïde. Donc, Lutèce a probablement survécu intact depuis le début du système solaire. L'existence de fractures linéaires et la morphologie du cratère d'impact indiquent également que l'intérieur de cet astéroïde présente une force de cohésion considérable et n'est pas une agglomération de résidus comme beaucoup de petits astéroïdes. Pris ensemble, ces faits suggèrent que Lutèce puisse être classé comme planétésimal de premier ordre.
Cet astéroïde possède certains aspects de sa surface comparables à ceux de Phobos.

### Cratère Suspicio
Les études des motifs des fractures de Lutèce ont mené les astronomes à penser qu'il existe un cratère d'impact de ~45 km sur le côté sud du corps céleste, nommé cratère Suspicio, mais puisque Rosetta n'a observé que la partie nord de Lutèce, on ne sait pas avec certitude à quoi il ressemble ou même s'il existe bien.

### Nomenclature
En mars 2011, le groupe de travail sur la nomenclature planétaire de l'Union astronomique internationale a approuvé une proposition de nommage pour les caractéristiques géographiques de Lutèce. Comme Lutèce était une ville romaine, les cratères de l'astéroïde sont nommés d'après les villes de l'Empire romain et d'après les parties romanisées adjacentes à l'Europe à l'époque de l'existence de Lutèce. Ses régions sont nommées d'après le découvreur de Lutèce (l'astronome franco-allemand Hermann Goldschmidt) et d'après les provinces de l'Empire romain d'époque. Les autres caractéristiques sont nommées d'après les fleuves de l'Empire romain et les parties romanisées adjacentes à l'Europe à l'époque de la ville.
Le petit cratère Lauriacum définit la longitude zéro.
Dans le titre du roman de Franck Saffioti, 21 Lutetia, les parenthèses de la nomenclature scientifique sont omises.

## Origine
La composition de Lutèce suggère qu'il s'est formé dans le système solaire interne, parmi les planètes telluriques, et qu'il a ensuite été éjecté dans la ceinture d'astéroïdes par une interaction avec l'une d'entre elles.